# Лукашевич Федір Антонович
Лукашевич Федір Антонович (? — ?) — підполковник Армії УНР.

## Біографія
Останнє звання у російській армії — капітан.
У 1918 році — начальник 3-го відділу Гарматної управи Військового міністерства Української Держави.
У 1919 році служив у білих. У 1920 році повернувся в Армію УНР. З 9 вересня 1920 року — помічник начальника історико-інформаційного відділу штабу Дієвої Армії УНР. 
Подальша доля невідома.